# Svila
Svila je fino tekstilno vlakno koje se dobiva od kukuljice dudovog svilca ili, kako se ponekad naziva, svilene bube. Potječe iz Kine i bila je važna trgovačka roba koja je u Europu stizala putem svile.
U Kini je pod prijetnjom smrtne kazne bilo zabranjeno iz zemlje iznijeti gusjenicu ili jaja dudovog svilca. Sredinom 6. stoljeća, dva su redovnika uspjela prokrijumčariti jajašca dudovog svilca bizantskom caru Justinijanu. S tim jajima i znanjem o načinu uzgoja svilenih buba koje su stekli za vrijeme svog boravka u Kini, postalo je moguċe proizvesti svilu i izvan Kine. Svi dudovi svilci u Europi i danas vode porijeklo od tih prokrijumčarenih jajašaca.
Najveći proizvođači svile su Kina i Indija.

## Vanjske poveznice
- Svila Hrvatska tehnička enciklopedija, portal hrvatske tehničke baštine. LZMK